# Bataliony Wartownicze
Bataliony Wartownicze – formacja graniczna II Rzeczypospolitej pełniąca służbę na granicy polsko–niemieckiej, polsko–czechosłowackiej i polsko–rumuńskiej.

## Formowanie i zmiany organizacyjne
W wyniku reorganizacji istniejących oddziałów powiatowych, 31 marca 1919 powstały bataliony wartownicze Wojska Polskiego. Tworzono je doraźnie na potrzeby wewnętrzne kraju, głównie do ochrony magazynów, obiektów wojskowych, państwowych i innych. Były to jednostki zorganizowane na wzór wojskowy. Składały się częściowo z ochotników, częściowo z poborowych, zwłaszcza tych, którzy ze względu na wiek lub zdrowie nie byli zdolni do służby liniowej. Bataliony Wartownicze tworzyły zarazem rezerwę sił zapasowych formacji. Podlegały bezpośrednio poszczególnym Dowództwom Okręgów Generalnych. 
Między styczniem a majem 1920 powstały ujednolicone struktury wojsk pomocniczych działających w ramach poszczególnych Dowództw Okręgów Generalnych. 
Na mocy rozkazu MSWojsk. nr 3300/ Org. z 31 maja 1920 reorganizacja wprowadziła nową numerację dla DOG. Zmieniono też numerację batalionów wartowniczych. Pełna nazwa baonów wartowniczych zawierała kolejny (arabski) numer batalionu w ramach DOG i numer (rzymski) DOG.
Pod koniec września 1920 zapadła w Ministerstwie Spraw Wojskowych decyzja o likwidacji Korpusu Strzelców Granicznych. W chwili gdy przystępowano do rozformowania oddziałów Strzelców Granicznych, państwo nie miało ani gotowej formacji, ani odpowiednich sił, środków i wyposażenia, ani też dobrze przygotowanych kadr. Jako swoiste prowizorium zdecydowano do ochrony granicy wykorzystać Bataliony Wartownicze. Były to jednostki wojskowe o gorszym standardzie zarówno zdolności bojowej, jak i wyszkolenia i wyposażenia. Służbę graniczną Bataliony Wartownicze miały pełnić do czasu zastąpienia ich strażą celną bądź innymi organami bezpieczeństwa. Ustalono dwie normy zagęszczenia posterunków i innych elementów granicznych. W normie A przewidzianej dla terenu gęsto zaludnionego lub trudnego do strzeżenia zakładano użycie na każde 25 km granicy jednej kompanii w sile 150 żołnierzy. Norma B odnosiła się dla obszaru słabo zaludnionego lub łatwego do strzeżenia i przewidywała jedną kompanię na każde 100 km. Zgodnie z przewidzianymi normami granicę polsko-niemiecką miało obsadzić czternaście Batalionów Wartowniczych liczących 56 kompanii w sile 8400 żołnierzy, a granicę południową sześć batalionów w sile 2600 ludzi.
W sumie na 48 baonów wartowniczych, do służby granicznej przeznaczono 21 baonów. Przeznaczone do służby granicznej bataliony rozpoczęły jej obejmowanie w listopadzie 1920. 
W byłej Dzielnicy Pruskiej, na obszarze DOG „Poznań”, bataliony wartownicze graniczne miały być krótkim czasie zastąpione przez utworzone tam oddziały Straży Ludowej. 
Ponadto obsadzono odcinki granicy polsko-niemieckiej na północy, zachodzie i południu oraz odcinek granicy polsko-rumuńskiej Żezawa – Zaleszczyki na wschodzie. Obsadzenie granicy odbywało się całymi batalionami, przy czym pełnienie służby na jednym odcinku miało trwać nie dłużej niż dwa miesiące. Podyktowane było to obawą przed „szkodliwym dla wyniku służby zadomowieniem i rozluźnieniem dyscypliny”. Do służby granicznej nie mogły być użyte bataliony wartownicze mające w swym składzie powyżej 8% Żydów.
4 listopada 1920 bataliony wartownicze nr 8/VI i 1/VI otrzymały rozkaz zluzowania 6 pułku Strzelców Granicznych. Batalion nr 8/VI przegrupował się z Siedlec do Szczuczyna, a nr 1/VI z Łodzi do Chorzel. W drugiej dekadzie tego miesiąca bataliony osiągnęły nakazane im rejony i przejęły przeznaczone im odcinki graniczne. 
Rozporządzeniem MSWojsk. z 13 listopada 1920 nakazano zluzowanie kolejnych pułków. 
Batalion wartowniczy nr 4/II przegrupowany z Dorohuska do Grudziądza otrzymał zadanie zastąpienia 3 pułku Strzelców Granicznych pełniącego wówczas służbę w Prusach Wschodnich na odcinku od Mławy do rozwidlenia Wisły z Nogatem.
4 pułk Strzelców Granicznych pełniący służbę na granicy zachodniej od Bałtyku do granicy DOG „Poznań”, oraz batalion morski ochraniający granicę morską, luzowały trzy bataliony wartownicze: nr 2/1 z siedzibą dowództwa w Chojnicach, nr 4/1 w Kościerzynie, oraz nr l/VIII z  Wejherowa.
Na przełomie 1920/1921  5 pułk Straży Celnej zluzowany został przez bataliony będące w dyspozycji DOG „Poznań”.
Do końca stycznia 1921 Bataliony Wartownicze zdołały obsadzić granicę zachodnią i kończyły obsadzanie granicy południowej w Karpatach. Niektóre odcinki granic ochraniały jeszcze bataliony liniowe. Jednak już w marcu zastąpiono je batalionami wartowniczymi. 
28 stycznia 1921 przekazano 21 baonów wartowniczych pełniących dotychczas służbę graniczną do dyspozycji Ministerstwa Skarbu. Z chwilą zakończenia przejmowania i obsadzania granic przez Bataliony Wartownicze Ministerstwo Spraw Wojskowych przekazało Ministerstwu Skarbu do czasowej dyspozycji cały utworzony system ochrony granic na zachodzie i południu kraju. 
W zarządzeniu MSWojsk z 26 marca 1921 stwierdzono: „Z dniem 1 kwietnia 1921 ochrona celno-gospodarcza zachodniej i południowej granicy przechodzi definitywnie pod wyłączne kompetencje Ministerstwa Skarbu. Z dniem tym Bataliony Wartownicze zmieniły nazwę na Bataliony Celne. Zmieniono im także ich dotychczasową numerację.

## Bataliony wartownicze pełniące służbę na granicy
- 2/I batalion wartowniczy
- 3/I batalion wartowniczy (wcześniej Kielecki ochotniczo-wartowniczy baon nr 1)
- 4/I batalion wartowniczy
- 5/I batalion wartowniczy
- 6/I batalion wartowniczy
- 7/I batalion wartowniczy (I baon zapasowy Wojsk Wartowniczych i Etapowych, Oddział Zamkowy MSWojsk.))
- 1/II batalion wartowniczy
- 2/II batalion wartowniczy
- 3/II batalion wartowniczy – w styczniu 1921 stacjonował w Kołomyi
- 4/II batalion wartowniczy
- l/III batalion wartowniczy
- 2/III batalion wartowniczy
- 4/III batalion wartowniczy
- 5/III batalion wartowniczy
- 1/V batalion wartowniczy
- 2/V batalion wartowniczy
- 3/V batalion wartowniczy
- 4/V batalion wartowniczy
- 5/V batalion wartowniczy
- 6/V batalion wartowniczy
- 7/V batalion wartowniczy
- 1/VI batalion wartowniczy
- 2/VI batalion wartowniczy
- 3/VI batalion wartowniczy
- 4/VI batalion wartowniczy
- 5/VI batalion wartowniczy
- 6/VI batalion wartowniczy
- 7/VI batalion wartowniczy
- 8/VI batalion wartowniczy
- 1/VII batalion wartowniczy
- 2/VII batalion wartowniczy
- 3/VII batalion wartowniczy
- 4/VII batalion wartowniczy
- 5/VII batalion wartowniczy
- 6/VII batalion wartowniczy
- 7/VII batalion wartowniczy
- 1/VIII batalion wartowniczy
- 2/VIII batalion wartowniczy
- 3/VIII batalion wartowniczy?
- 4/VIII batalion wartowniczy → w listopadzie 1920 rozwiązany. Batalion 3/IX przemianowany został na 4/VIII
- 2/IX batalion wartowniczy
- 3/IX batalion wartowniczy → w listopadzie 1920 przemianowany na 4/VIII